# Anya Taylor-Joy
Anya Josephine Marie Taylor-Joy (født 16. april 1996) er en amerikansk-argentinsk-britisk skuespillerinde og model. Hun har modtaget adskillige priser, herunder en Critics' Choice Award, en Golden Globe Award og en Screen Actors Guild Award. I 2021 blev hun inkluderet på Time 100- listen.
Taylor-Joy blev født i Miami og voksede op i Buenos Aires og London og droppede ud af skolen i en alder af 14 år, hvor hun få år senere begyndte at forfølge en karriere som model og skuespiller. Efter at have haft mindre biroller i tv-serier, debuterede hun på film med hovedrollen som Thomasin i gyserfilmen The Witch (2015). Hun medvirkede efterfølgende i gyserfilmen Split og komedien Thoroughbreds (begge 2017); og hun modtog samme år fik hun BAFTA Rising Star Award-nominering.
Taylor-Joy har siden optrådt i BBC One-dramaserien The Miniaturist (2017), fantasy-serien Peaky Blinders og The Dark Crystal: Age of Resistance (begge 2019) og i efterfølgeren til Split, Glass (2019). Hun modtog stor ros for sine præstationer som hovedpersonerne Emma Woodhouse i Jane Austen-genindspilningen Emma og Beth Harmon i Netflix-miniserien The Queen's Gambit (begge 2020); for sidstnævnte vandt hun Golden Globe for bedste skuespillerinde - Miniserie eller tv-film og SAG-prisen for fremragende præstation af en kvindelig skuespiller i en miniserie eller tv-film.

## Filmografi

### Film
| Films that have not yet been released | Denotes films that have not yet been released |

| År   | Titel                       | Rolle                    | Noter           |
| ---- | --------------------------- | ------------------------ | --------------- |
| 2015 | The Witch                   | Thomasin                 |                 |
| 2016 | Morgan                      | Morgan                   |                 |
| 2016 | Barry                       | Charlotte Baughman       |                 |
| 2016 | Split                       | Casey Cooke              |                 |
| 2017 | Marrowbone                  | Allie                    |                 |
| 2017 | Thoroughbreds               | Lily Reynolds            |                 |
| 2018 | Crossmaglen                 | Ana                      | Short film      |
| 2019 | Glass                       | Casey Cooke              |                 |
| 2019 | Love, Antosha               | Herself                  | Documentary     |
| 2019 | Playmobil: The Movie        | Marla Brenner            |                 |
| 2019 | Radioactive                 | Irène Curie              |                 |
| 2020 | Emma                        | Emma Woodhouse           |                 |
| 2020 | Here Are the Young Men      | Jen                      |                 |
| 2020 | The New Mutants             | Illyana Rasputin / Magik |                 |
| 2021 | Last Night in Soho          | Sandie                   |                 |
| 2022 | The Northman                | Olga                     |                 |
| 2022 | The Menu                    | Margot / Erin            |                 |
| 2022 | Amsterdam                   | Libby Voze               |                 |
| 2023 | The Super Mario Bros. Movie | Princess Peach (voice)   |                 |
| 2024 | Furiosa: A Mad Max Saga     | Imperator Furiosa        | Post-production |
| TBA  | The Gorge                   | Drasa                    | Filming         |

### Tv
| År        | Titel                               | Rolle                     | Noter                                | Ref.   |
| --------- | ----------------------------------- | ------------------------- | ------------------------------------ | ------ |
| 2014      | Endeavour                           | Philippa Collins-Davidson | 1 episode                            |        |
| 2015      | Viking Quest                        | Mani                      | Television film                      | [ 5 ]  |
| 2015      | Atlantis                            | Cassandra                 | Recurring role, 6 episoder           | [ 6 ]  |
| 2017      | The Miniaturist                     | Petronella "Nella" Brandt | Miniseries, 3 episodes               | [ 7 ]  |
| 2019–2022 | Peaky Blinders                      | Gina Gray                 | 11 episoder                          | [ 8 ]  |
| 2019      | The Dark Crystal: Age of Resistance | Brea (voice)              | Main role, 10 episodes               | [ 9 ]  |
| 2020      | The Queen's Gambit                  | Beth Harmon               | Miniserie, 7 episoder                | [ 10 ] |
| 2021      | Saturday Night Live                 | Sig selv (vært)           | Episode: "Anya Taylor-Joy/Lil Nas X" | [ 11 ] |

### musikvideoer
| År   | Titel                       | Kunstner                  | Rolle | Ref.   |
| ---- | --------------------------- | ------------------------- | ----- | ------ |
| 2015 | "Red Lips (Skrillex remix)" | GTA (featuring Sam Bruno) | Girl  | [ 12 ] |
| 2019 | "Dinner & Diatribes"        | Hozier                    | Wife  | [ 13 ] |